# Composition for Four Instruments
Composition for four instruments (en français : « Composition pour quatre instruments ») est une œuvre des débuts de la musique sérielle du compositeur américain Milton Babbitt composée en 1948.

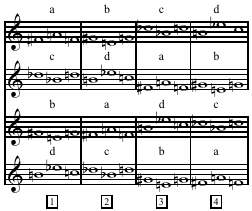
Premier tableau de quatre agrégats (numérotés de 1 à 4 en bas), chaque ligne verticale (quatre trichords étiquetés a-d) est un agrégat tandis que chaque ligne horizontale (quatre trichords étiquetés a-d) est également un agrégat.

Il s'agit de la première œuvre d'ensemble publiée par Babbitt, peu après ses Trois compositions pour piano (1947). Dans ces deux pièces, Babbitt s'appuie sur les méthodes de la composition du dodécaphonisme développées par Arnold Schoenberg. Il innove notamment par son application des techniques sérielles au rythme. La Composition pour quatre instruments est considérée par certains critiques américains comme l'un des premiers exemples de musique « totalement sérialisée ». Elle est remarquable pour son sens aigu de l'intégration et sa concentration sur ses prémisses particulières - des qualités qui ont incité Elliott Carter, lors de sa première audition en 1951, à persuader New Music Edition de l'éditer.

« à noter, pour l'anecdote, que certains analystes américains (jusqu'au-boutisme national comparable à celui qui attribue les découvertes essentielles de la musique à Charles Ives ?) le désignent comme l'inventeur du sérialisme intégral avec « Three Compositions for Piano » de 1947 ou « Composition for Four Instruments » de 1948 (au lieu de Boulez-Goeyvaerts-Stockhausen-Nono et les cénacles de Darmstadt, peut-être un peu plus tard, sous l'éperon de René Leibowitz et de son athématisme)... »

## Structure et analyse
La Composition pour quatre instruments est écrite pour flûte, clarinette, violon et violoncelle. Une division immédiate apparaît entre les deux instruments à vent et les deux cordes. En outre, Babbitt fait appel à tous les sous-ensembles possibles de l'ensemble dans les différentes sections de la pièce. Il n'utilise chaque combinaison d'instruments qu'une seule fois, réservant l'ensemble complet pour la conclusion. La pièce peut être décomposée en quinze sections selon le sous-ensemble d'instruments jouant : quatre solos, quatre trios, six duos, un tutti . Les sous-ensembles instrumentaux sont disposés par paires complémentaires, de sorte que chaque instrument ne joue qu'une fois dans chaque paire de sections. Les quatre solos se succèdent de plus en plus fréquemment (à intervalles de cinq, quatre et trois sections), « convergeant », pour ainsi dire, vers le quatuor final, qui se trouve juste deux sections après le solo de violon [sic, recte : flûte].
| 1   | 2   | 3   | 4   | 5   | 6   | 7   | 8   | 9   | 10  | 11  | 12  | 13  | 14  | 15  |
|     | Fl. |     | Fl. | Fl. |     | Fl. |     | Fl. |     |     | Fl. | Fl. |     | Fl. |
| Cl. |     | Cl. |     | Cl. |     |     | Cl. | Cl. |     |     | Cl. |     | Cl. | Cl. |
|     | Vn. |     | Vn. | Vn. |     |     | Vn. |     | Vn. | Vn. |     |     | Vn. | Vn. |
|     | Vc. | Vc. |     |     | Vc. | Vc. |     | Vc. |     | Vc. |     |     | Vc. | Vc. |

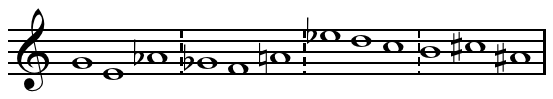
Rangée de tons selon Perle, « explicitement indiquée seulement à la conclusion de l'œuvre », et Taruskin,Fichier:Babbitt - Composition for Four Instruments tone row.mid

La rangée de douze tons sur laquelle repose l'ensemble de la composition est donnée par le compositeur sous la forme 0 4 1 11 3 2 : 8 6 5 10 7 9, et génère les quatre « tricordes » principaux de la pièce. Il n'apparaît cependant jamais complet en tant que succession mélodique, bien que plusieurs auteurs,, aient donné des versions différentes et contradictoires d'un rang prétendument « rendu explicite seulement dans la section finale ». Alors que le jeu donné par Babbitt concatène les premiers tricordes des quatre instruments dans l'ordre de leurs entrées au tout début de l'œuvre, le « jeu de base » de la fin de la composition de Perle peut être transformé en la version du compositeur « par une inversion globale plus une rétrogradation individuelle des tricordes ». Le tableau des hauteurs de son utilisé dans les 35 premières mesures de la pièce est le suivant :
| sol | la | fa  | sol | mi | sol, | do  | si | ré  | si  | ré | do;  | sol | mi | sol | fa  | la | fa , | do  | ré | si  | ré  | si | do . |
| ré  | si | ré  | si  | mi | do,  | fa  | la | fa  | sol | mi | sol; | do  | mi | si  | ré  | si | do , | sol | mi | sol | fa  | la | fa . |
| si  | mi | do  | do  | si | ré,  | sol | mi | sol | fa  | la | fa;  | ré  | si | do  | do  | mi | si,  | fa  | la | fa  | sol | mi | la . |
| la  | mi | sol | fa  | la | fa,  | si  | ré | do  | do  | si | ré;  | fa  | la | fa  | sol | mi | la , | ré  | si | ré  | do  | mi | si.  |

La première section de la pièce commence par un solo à la clarinette, utilisant le tricorde (014) ou son rétrograde. Les notes de ce solo sont séparées par registre en quatre voix distinctes, bien que les notes d'un tricorde soient généralement interrompues par des notes d'autres tricordes dans d'autres registres, ce qui rend difficile l'écoute individuelle de ces structures. Babbitt présente plusieurs exemples de rangées de tons dans les premières mesures de la pièce. Une analyse note par note des neuf premières mesures révèle deux de ces rangées de tons, la première commençant à la mesure 1 et la seconde à la mesure 7. Un examen plus approfondi de la séparation de l'ouverture en quatre registres révèle deux rangées de notes supplémentaires. L'ensemble des notes contenues dans les deux registres aigus forme une rangée de tons, tout comme les notes des deux registres inférieurs[citation nécessaire].
La pièce commence par un motif de trois notes, ou tricordes (une collection de trois classes de hauteur (en) distinctes), dans le registre le plus grave : si-mi -do, avec une succession d'intervalles de +4 puis -3 demi-tons. Les mesures suivantes présentent trois transformations de ce tricorde d'ouverture, en formes rétrograde-inversion, rétrograde et inverse (ré -si -ré, sol -la-fa, et la -mi-sol, respectivement) séparées dans les registres mi-aigu, aigu et grave, respectivement (donc avec des motifs d'intervalles de -3 +4, -4 + 3, et -4 +3). Cependant, ces trois tricordes se chevauchent dans le temps, de sorte que l'ordre temporel des neuf notes est ré -sol -la -mi-si -la-sol-ré-fa. De cette façon, l'agrégat dodécaphonique est ordonné du point de vue de la composition en une surface chromatique et thématique, avec les propriétés d'un autre ensemble ordonné en dessous. Le solo de clarinette continue en ajoutant d'autres formes du tricorde de base jusqu'à ce qu'un agrégat dodécaphonique complet soit déployé dans chaque registre.

En conséquence, la recherche de "la rangée" a rendu "même les personnes les plus amicales" perplexes et rancunières, en raison d'un malentendu fondamental sur l'approche de Babbitt de son matériau : 

« Ce n'est pas comme ça que je conçois un ensemble. Il ne s'agit pas de retrouver le jeu perdu. Il ne s'agit pas d'une crypto-analyse (où est l'ensemble caché ?). Ce qui m'intéresse, c'est l'effet qu'il pourrait avoir, la façon dont il pourrait s'affirmer de manière pas nécessairement explicite. »

L'ensemble du solo d'ouverture de la clarinette peut être analysé comme un tableau de ces tricordes - un « tableau » étant deux ou plusieurs ensembles simultanés présentés de telle sorte que les sommes de leurs segments horizontaux forment des agrégats (en)  - et leurs divers renversements et rétrogrades (en). Les relations tricordales entre les notes des quatre registres de la clarinette préfigurent l'interaction entre les quatre voix des instruments dans la conclusion de la pièce. De même, la façon dont les instruments se déploient tout au long de la pièce correspond directement à la progression des tricordes dans le solo de clarinette. L'organisation des classes de hauteur tout au long de la pièce est constamment et indéniablement autoréférentielle.
Outre son utilisation de rangées de tons multidimensionnelles, [pas clair] [pas clair] [pas clair], Babbitt a également sérialisé les motifs rythmiques. Il utilise la rangée de durées (en) comme structure rythmique principale dans la Composition pour quatre instruments, dont chacune est constituée de quatre durées différentes. Les durées peuvent être représentées par la séquence de chiffres 1 4 3 2 : la deuxième note est quatre fois plus longue que la première, etc. La durée de la note initiale change à chaque phrase, ce qui fait varier les durées tout au long du morceau. Par exemple, les quatre premières notes du solo d'ouverture de la clarinette suivent le modèle de durée 1 4 3 2. Ce motif rythmique est ensuite manipulé par les mêmes transformations que les hauteurs de la rangée de sons. Ces transformations incluent le rétrograde (2 3 4 1), l'inversion (4 1 2 3) et l'inversion rétrograde (3 2 1 4). Babbitt élargit cette idée dans des pièces ultérieures, travaillant par exemple avec un ensemble de douze unités de durée uniques dans la Composition pour douze instruments (en).
Comme il le fait dans le domaine des hauteurs des notes, Babbitt obtient une variété supplémentaire dans les motifs rythmiques de la Composition pour quatre instruments en manipulant la rangée de durées et ses trois variations de différentes manières. Parfois, il élargit la rangée en multipliant chaque durée du motif par les quatre autres membres. En appliquant cette transformation à la rangée originale 1 4 3 2, on obtient les rangées de durées 1 4 3 2, 4 16 12 8, 3 12 9 6, et 2 8 6 4. En suivant la même procédure avec les multiplicateurs pour le rétrograde, 2 3 4 1, on obtient 4 6 8 2, 6 9 12 3, 8 12 16 4, 2 3 4 1. L'inversion des multiplicateurs est 4 1 2 3, et l'inversion rétrograde est 3 2 1 4, ce qui donne 16 4 8 12, 4 1 2 3, 8 2 4 6, 12 3 6 9, et 9 6 3 12, 6 4 2 8, 3 2 1 4, 12 8 4 16, respectivement. Dans les trois dernières mesures de la pièce, la clarinette joue le rétrograde de la rangée de durée du début avec chaque élément multiplié par 4, ce qui donne le motif 8 12 16 4[citation nécessaire].
La Composition pour quatre instruments occupe une place importante en tant que l'une des premières compositions sérielles, qui s'inspire et réinvente des techniques introduites dans l'œuvre de Arnold Schoenberg et d'Anton Webern. Babbitt a continué à explorer le sérialisme tout au long de sa carrière.

## Discographie
- Milton Babbitt: Composition for Four Instruments (1948), Composition for Viola and Piano (1950); John Bavicchi: Trio No. 4, op. 33, Short Sonata for Violin and Harpsichord, op. 39. John Wummer (flute), Stanley Drucker (clarinet), Peter Marsh (violin), Donald McCall (cello); Walter Trampler (viola), Alvin Bauman (piano); David Glazer (clarinet), Matthew Raimondi (violin), Assunta Dell'Aquila (harp); Robert Brink (violin), Daniel Pinkham (harpsichord). LP recording, 1 sound disc, 33⅓ rpm., 12 in. CRI 138. New York: Composers Recordings, 1960.
- Contemporary American Chamber Music. Volume 9: Elliott Carter, Sonata for flute, oboe, cello, and harpsichord (1952); Milton Babbitt, Composition for Four Instruments, for flute, clarinet, violin, and cello; Igor Stravinsky, Fanfare for a New Theatre, for two trumpets; Henry Brant, Angels and Devils, concerto for flute and flute orchestra. New England Conservatory of Music Chamber Players (David Reskin, flute; Tom Hill, clarinet; Michael Levin, violin; Ronald Thomas, cello; John Heiss, cond.). New England Conservatory Series. LP recording, 1 sound disc, analog, 33⅓ rpm, stereo, 12 in. Golden Crest NEC 109. Huntington Station, New York: Golden Crest Records, 1975.
- Slowly Expanding Milton Babbitt Album: Composition for Four Instruments (1948). Rachel Beetz (flute); Joshua Rubin (clarinet); Erik Carlson (violin); Michael Nicolas (cello), produced by Erik Carlson, 2018[17].

## Sources et bibliographie
- (en) Stephen Arnold et Graham Hair (en), « An Introduction and a Study: String Quartet No. 3 », Perspectives of New Music (en), vol. 14-15, nos 2-1,‎ 1976, p. 155–186.
- (en) Milton Babbitt, « Responses: A First Approximation », Perspectives of New Music, vol. 14-15, nos 2-1,‎ 1976, p. 8–10.
- (en) Milton Babbitt, Words about Music : edited by Stephen Dembski and Joseph N. Straus., Madison, University of Wisconsin Press, 1987.
- (en) Erik Carlson, « Composition for Four Instruments », sur erikcarlson.bandcamp.com, 2018.
- (en) Elliott Carter, « To Think of Milton Babbitt : Sounds and Words. A Critical Celebration of Milton Babbitt at 60 », Perspectives of New Music, vol. 14-15, nos 2-1,‎ 1976, p. 29–31.
- (en) Edward T. Cone, « Beyond Analysis », Perspectives of New Music, vol. 6, no 1,‎ 1967, p. 33–51.
- (en) Joseph Dubiel, « Three Essays on Milton Babbitt" [Part 1] », Perspectives of New Music, vol. 28, no 2,‎ 1990, p. 216–226.
- (en) Joseph Dubiel, « Three Essays on Milton Babbitt (Part 3) », Perspectives of New Music, vol. 30, no 1,‎ 1992, p. 82–131.
- (en) Patricia L. Howland, Formal Processes in Post-Tonal Music: A Study of Selected Works by Babbitt, Stockhausen, and Carter (PhD diss.), New York, City University of New York, 2010.
- (en) Andrew Mead, « Detail and the Array in Milton Babbitt's My Complements to Roger », Music Theory Spectrum, vol. 5 (Spring),‎ 1983, p. 89–109.
- (en) Edward Pearsall, « Interpreting Music Durationally: A Set-Theory Approach to Rhythm », Perspectives of New Music, vol. 35, no 1 (Winter),‎ 1997, p. 205–230.
- (en) George Perle, Serial Composition and Atonality: An Introduction to the Music of Schoenberg, Berg, and Webern, Berkeley and Los Angeles, University of California Press, 1981, fifth edition éd..
- (en) Larry Sitsky, Music of the Twentieth-Century Avant-Garde: A Biocritical Sourcebook, Greenwood Publishing, 2002 (ISBN 9780313296895)
- (en) Richard Swift, « Some Aspects of Aggregate Composition : Sounds and Words. A Critical Celebration of Milton Babbitt at 60 », Perspectives of New Music, vol. 14-15, nos 2-1,‎ 1976, p. 236–248.
- (en) Richard Taruskin, Music in the Late Twentieth Century, Oxford and New York, Oxford University Press, 2009 (ISBN 978-0-19-538485-7).
- (en) Arnold Whittall, The Cambridge Introduction to Serialism, Cambridge and New York, Cambridge University Press, coll. « Cambridge Introductions to Music », 2008 (ISBN 978-0-521-68200-8).